# Anne Case
Pour les articles homonymes, voir Case (homonymie).
Anne Catherine Case, née le 27 juillet 1958, est une économiste américaine, professeure puis professeure émérite d'économie et d'affaires publiques Alexander Stewart 1886 à l'université de Princeton, coauteure notamment, avec Angus Deaton, d’études sur l’évolution du système économique aux États-Unis et ses conséquences en matière de santé, dont, ces dernières décennies, la fragilisation des emplois, l’ubérisation, la progression de l’usage de drogue et d’alcool et leur impact sur l’espérance de vie des travailleurs concernés.

## Biographie
Née en 1958, fille d'un ingénieur civil et d'une enseignante, Anne Case grandit à Binghamton, une ville du nord de l'État de New York, près de l'endroit où IBM a vu le jour au début du XXe siècle. Diplômée de l’université d'État de New York à Albany, en 1980, elle obtient un master en affaires publiques de l'université de Princeton en 1983, puis un doctorat de cette université en 1988.
Après avoir travaillé comme professeure assistante au département d'économie de l'université Harvard de 1988 à 1991, elle poursuit au département d'économie de l'université de Princeton et à la Woodrow Wilson School of Public and International Affairs (au sein de l’université de Princeton) depuis 1991, devenant professeure en 1997 et titulaire de la chaire Alexander Stewart 1886 d'économie et d'affaires publiques en 2007. Elle occupe, depuis le 1er juillet 2017, le poste de professeure émérite d'économie et d'affaires publiques Alexander Stewart 1886. En 1997, elle se marie à un collègue, un économiste britanno-américain rencontré pendant son doctorat, Angus Deaton (devenu Prix Nobel d’économie en 2015), avec qui elle a coécrit plusieurs articles,.

## Ses travaux
Ses domaines de recherche comprennent l'économie du travail, l'économie de la santé et les études de développement. Elle a beaucoup travaillé sur l’Afrique, mais aussi sur les États-Unis. Ses recherches ont permis notamment de révéler que les taux de mortalité des Américains blancs en âge de travailler ne baissent plus mais au contraire sont en hausse depuis 1999. En particulier, les taux de mortalité à mi-vie ont augmenté pour les blancs non hispaniques aux États-Unis ayant un diplôme d'études secondaires ou moins. Elle attribue l'augmentation des taux de mortalité à la fragilisation des emplois (manques d'emplois, ubérisation, etc.), aux drogues, à l'alcool et au suicide, également connus sous le nom de « morts de désespoir »,,,.

### En français
- Angus Deaton, Anne Case (trad. Laurent Bury), Morts de désespoir: L'avenir du capitalisme [« Deaths of Despair and the Future of Capitalism »], PUF, 2021, 412 p. (ISBN 978-2-13-082735-1)

### En anglais
- Case, A., and T-N. Coates. 2017. “Fear and Despair: Consequences of Inequity.” Chapter 1 in Knowledge to Action. New York: Oxford University Press. Publisher's Version
- Case, A., and A.Deaton. 2017. “Suicide, age, and wellbeing: an empirical investigation.” NBER Working Paper 21279, Chapter 10 (pages 307-34) in Insights in the Economics of Aging. Chicago: University of Chicago Press.
- Case, Anne, and Angus Deaton. 2017. “Mortality and Morbidity in the 21st Century.” Brookings Papers on Economic Activity, Spring 2017[7].

- Ardington, C., T. Barnighausen, A. Case, and A. Menendez. 2016. “Social protection and labor market outcomes in youth in South Africa.” Industrial and Labor Relations Review 69 (2): 455-470.

- Ardington, C., and A. Case. 2015. “Health Challenges Past and Future.” Chapter 41 in The Oxford Companion to the Economics of South Africa. Oxford, UK: Oxford University Press.
- Case, A., and A.Deaton. 2015. “Rising morbidity and mortality in midlife among white non-Hispanic Americans in the 21st century.” Proceedings of the National Academy of Sciences 112 (49): 15078-15083. Publisher's Version

- Ardington, C., T. Barnighausen, A. Case, and A. Menendez. 2014. “The Economic Consequences of AIDS Mortality in South Africa.” Journal of Development Economics 111: 48-60.

- Case, A., and C. Paxson. 2013. “HIV Risk and Adolescent Behaviors in Africa.” American Economic Review Papers and Proceedings 103 (3): 433-438.
- Case, A., A. Garib, A. Menendez, and A. Olgiati. 2013. “Paying the Piper: The High Cost of Funerals in South Africa.” Economic Development and Cultural Change 62 (1): 1-20.

- Case, A., and C. Paxson. 2011. “The impact of AIDS pandemic on health services in Africa: Evidence from demographic health surveys.” Demography 48 (2): 675-697.
- Case, A., and A. Menendez. 2011. “Requiescat in Pace? The Consequences of High Priced Funerals in South Africa.” Chapter 11 in Explorations of Aging . Chicago : University of Chicago Press.
- Case, A., and A. Paxson. 2011. “The Long Reach of Childhood Health and Circumstance: Evidence from the Whitehall II Study.” The Economic Journal 121: F183-F204.

- Ardington, C., A. Case, and M. Islam. 2010. “The impact of AIDS on intergenerational support in South Africa: Evidence from the Cape Area Panel Study.” Research on Aging 32 (1): 97-121.
- Ardington, C., and A. Case. 2010. “Interactions Between Mental Health and Socioeconomic Status in the South African National Income Dynamics Study.” Studies in Economics and Econometrics 34 (3): 69-85.
- Case, A., and C. Paxson. 2010. “Causes and Consequences of Early Life Health.” Demography 47 (Supplement): S65-S85.

- Case, A., and C. Paxson. 2009. “Early Life Health and Cognitive Function in Old Age.” American Economic Review Papers and Proceedings 99 (2): 104-109.
- Ardington, C., A. Case, and V. Hosegood. 2009. “Labor supply responses to large social transfers: Longitudinal evidence from South Africa.” American Economic Journal: Applied Economics 1 (1): 22-48.
- Case, A., C. Paxson, and M. Islam. 2009. “Making Sense of the Labor Market Height Premium: Evidence from the British Household Panel Survey.” Economic Letters 102: 174-176.
- Case, A., and A. Menendez. 2009. “Sex Differences in Obesity Rates in Poor Countries: Evidence from South Africa.” Economics and Human Biology 7 (3): 271-282.

## Récompenses
En 2003, elle a reçu le prix Kenneth J. Arrow en économie de la santé. Elle est devenue membre de la Société d'économétrie en 2009, chargée de recherche à l'Institute of Labor Economics en 2012, et membre de l'Académie américaine des arts et des sciences, de la Société américaine de philosophie et de la Académie nationale de médecine en 2017. En 2016, elle a reçu le prix Cozzarelli de l’Académie nationale des sciences pour ses travaux sur la morbidité et la mortalité aux États-Unis. Anne Case a été élue membre de l'Académie nationale des sciences en 2020.